# César Lucas
César Lucas Escribano (Cantiveros provincia de Ávila, 1941) es un fotoperiodista español autor de imágenes históricas de la España de la segunda mitad del siglo  XX. Sus instantáneas han ido desde el Che Guevara a su paso por Madrid en 1959, pasando por las crónicas políticas de la Transición en el periódico El País hasta las icónicas fotografías de la actriz Pepa Flores (Marisol) publicadas por la revista Interviú en 1976.

## Biografía
De formación autodidacta, empezó con una cámara prestada por una amiga. Su primer contacto con la fotografía profesional fue cuando con 16 años vendió al diario ABC una foto de un australiano que daba la vuelta al mundo a pie. En 1959, comenzó a colaborar con Europa Press, con la que realizó uno de sus trabajos más reconocidos durante una fugaz visita del Che Guevara a Madrid.
Tras abandonar el periódico Pueblo en 1965 por unas polémicas imágenes de una pelea entre los toreros el Cordobés y Paco Camino, fundó ese mismo año la agencia Cosmo Press con la que trabajó con destacadas productoras de cine de Holywood, como la Twenty Century Fox, United Artist o Metro-Goldwyn-Mayer y con las que fotografió a destacados actores y actrices de la época en su paso por España.
Participó desde su fundación en 1976 en el diario El País, donde acudió por la llamada de Juan Luis Cebrián, al que conocía de su colaboración en Pueblo. Con el nuevo diario cubrió los primeros años de la transición española. Desde 1978 fue director de fotografía del Grupo Zeta, que ya había publicado en 1976 un reportaje de la actriz Marisol que Lucas había realizado en 1970 y por las que fue enjuiciado por un delito de escándalo público por "atentar contra la moral" y del que resultó absuelto. En 1981, fue el primer español invitado a formar parte del jurado internacional del concurso World Press Photo. En 1982, fundó el concurso de fotografía Photo Press de la Fundación La Caixa. 

## Exposiciones
- El oficio de mirar (2009). Organizada por el Museo de Arte Contemporáneo de Madrid y el Centro Andaluz de Fotografía.[4]
- Marisol: el resplandor del mito (2016). Centro de Cultura Contemporánea en Coín, diputación Provincial de Málaga.
- Instantáneas grabadas en la retina nacional (2020). ‘Hay Festival’, sala La Alhóndiga de Segovia.[5]